# Dionísio Lins
Dionísio de Souza Lins (Rio de Janeiro, 22 de março de 1952) é um político brasileiro. Ex-vereador da cidade do Rio de Janeiro, foi eleito deputado estadual, pelo PP, em 2006, com 59.580 votos. Reelegeu-se ao cargo na Alerj, em 2010, novamente pelo PP, com 75.707 votos. É marido de Vera Lins, eleita vereadora da cidade do Rio de Janeiro em 2008.
Em 2014, foi reeleito para a Legislatura 2015-2019, com 75.405 votos. Em abril de 2015, em uma polêmica votação, foi um dos parlamentares a votar a favor da nomeação de Domingos Brazão para o Tribunal de Contas do Estado do Rio de Janeiro, nomeação que foi muito criticada na época.
No dia 20 de fevereiro de 2017, foi um dos 41 deputados estaduais a votar a favor da privatização da CEDAE.
Em 17 de novembro de 2017, votou pela revogação da prisão dos deputados Jorge Picciani, Paulo Melo e Edson Albertassi, denunciados na Operação Cadeia Velha, acusados de integrar esquema criminoso que contava com a participação de agentes públicos dos poderes Executivo e do Legislativo, inclusive do Tribunal de Contas, e de grandes empresários da construção civil e do setor de transporte.